# 6887 Hasuo
6887 Hasuo este un asteroid din centura principală de asteroizi.

## Descriere
6887 Hasuo este un asteroid din centura principală de asteroizi. A fost descoperit pe 24 noiembrie 1951 la Nice de Marguerite Laugier. El prezintă o orbită caracterizată de o semiaxă mare de 2,23 ua, o excentricitate de 0,17 și o înclinație de 5,3° în raport cu ecliptica.